# Artesa
|  | Aquest article tracta sobre el poble de Castelló. Vegeu-ne altres significats a «Artesa (desambiguació)». |

Artesa, anomenada també de manera impròpia Artesa d'Onda, és un localitat del Baix Espadà. Administrativament està integrada al terme municipal d'Onda i forma part de la comarca de la Plana Baixa.
Se situa a poc més de 200 msnm, en el vessant sud d'un turó que baixa cap al riu Anna.

## Toponímia
D'acord amb un estudi presentat per Vicenç Rosselló, el topònim Artesa és d'origen prerromà. Bernat Mira, a la seua obra El origen ibérico-tartésico del euskera, assegura que està format per les paraules Arte (roure o alzina) i Esa (casa) i, per tant, voldria dir La casa del roure o La casa de l'alzina.
No obstant això, hi ha autors com ara Edelmiro Bascuas que discrepen d'aquesta interpretació i vinculen el topònim a la paraula castellana artesa, que segons la Reial Acadèmia Espanyola vol dir: <<calaix quadrilong, sovint de fusta, que pels seus quatre costats s'estreny cap al fons. Serveix per pastar el pa i per a altres usos>>. Aquests expliquen que el castellà va prendre el mot per tal de designar aquest objecte per la idea de fondalada, d'indret profund, que porta implícitament. Aquesta hipòtesi es veu reforçada per la situació geogràfica del nucli primigeni del poble: en una fondalada entre l'Assegador i el Montí, ambdós terrenys més elevats que Artesa.
Finalment, Maria Teresa Àlvaro exposa una tercera possibilitat. Recolzant-se en la teoria per la qual s'afirma que el Regne de València fou repoblat majoritàriament per aragonesos i catalans vinguts de les terres de Lleida, planteja la hipòtesi que el topònim Artesa fóra trasplantat pels nouvinguts catalans de la zona d'Artesa de Lleida i d'Artesa de Segre. Aquests, tal vegada, substituïren un altre d'anterior, Artea, que és el nom que rep Artesa al Llibre del Repartiment, i que encara està present als topònims Arteas de Arriba i Arteas de Abajo, dues pedanies del terme municipal de Begís, a la comarca de l'Alt Palància. També a eixa comarca retrobem aquest topònim d'Artea a una partida del terme municipal de Pavies.

## Demografia
La població d'Artesa s'ha incrementat darrerament, sobretot, per l'arribada de nous veïns a l'eixample de la localitat, que ha estat edificat sobre una part de l'antiga Horta del poble. Tot i això, aquestes xifres encara estan lluny dels 263 amb els que comptava l'any 1977 o els 346 habitants de 1826.
| Evolució demogràfica (des de 2000) | Evolució demogràfica (des de 2000)    | Evolució demogràfica (des de 2000) |
| ---------------------------------- | ------------------------------------- | ---------------------------------- |
|                                    |                                       |                                    |
|                                    |                                       |                                    |
|                                    | Font: Institut Nacional d'Estadística |                                    |

| Evolució demogràfica en els darrers anys | Evolució demogràfica en els darrers anys | Evolució demogràfica en els darrers anys | Evolució demogràfica en els darrers anys | Evolució demogràfica en els darrers anys | Evolució demogràfica en els darrers anys | Evolució demogràfica en els darrers anys | Evolució demogràfica en els darrers anys | Evolució demogràfica en els darrers anys | Evolució demogràfica en els darrers anys | Evolució demogràfica en els darrers anys | Evolució demogràfica en els darrers anys | Evolució demogràfica en els darrers anys | Evolució demogràfica en els darrers anys | Evolució demogràfica en els darrers anys | Evolució demogràfica en els darrers anys | Evolució demogràfica en els darrers anys | Evolució demogràfica en els darrers anys | Evolució demogràfica en els darrers anys |      |
| ---------------------------------------- | ---------------------------------------- | ---------------------------------------- | ---------------------------------------- | ---------------------------------------- | ---------------------------------------- | ---------------------------------------- | ---------------------------------------- | ---------------------------------------- | ---------------------------------------- | ---------------------------------------- | ---------------------------------------- | ---------------------------------------- | ---------------------------------------- | ---------------------------------------- | ---------------------------------------- | ---------------------------------------- | ---------------------------------------- | ---------------------------------------- | ---- |
| Any                                      | 2000                                     | 2001                                     | 2002                                     | 2003                                     | 2004                                     | 2005                                     | 2006                                     | 2007                                     | 2008                                     | 2009                                     | 2010                                     | 2011                                     | 2012                                     | 2013                                     | 2014                                     | 2015                                     | 2016                                     | 2017                                     | 2018 |
| Població                                 | 180                                      | 182                                      | 183                                      | 170                                      | 169                                      | 167                                      | 169                                      | 167                                      | 167                                      | 193                                      | 198                                      | 202                                      | 197                                      | 207                                      | 210                                      | 213                                      | 216                                      | 232                                      | 220  |

## Estructura urbana

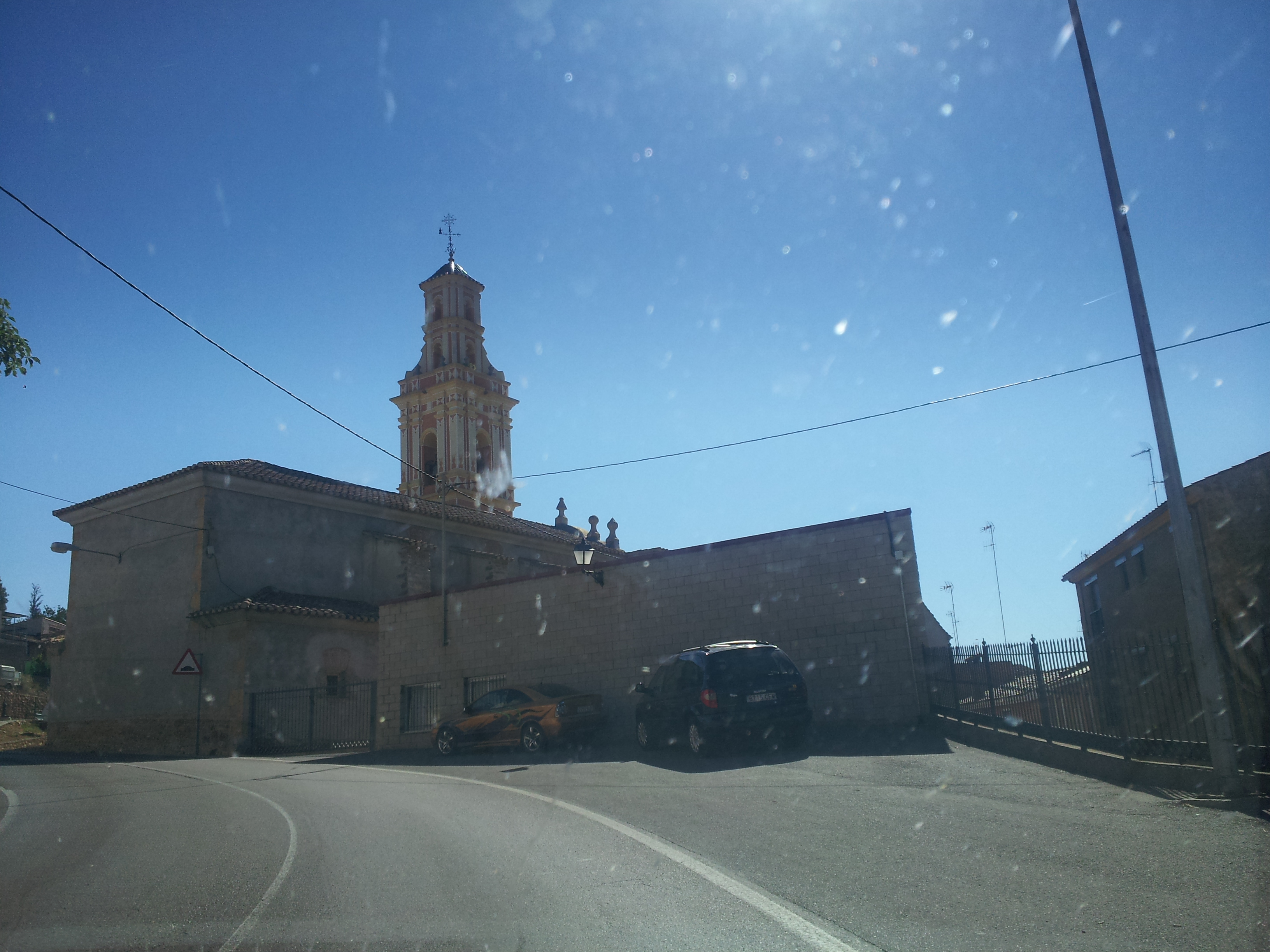
Entrada a Artesa des de la carretera de Tales

Artesa té una ordenació urbana complexa, atès a les xicotetes dimensions del poblament. Essencialment està formada per carrers que baixen de la carretera CV-223 cap al riu Sonella. Les edificacions, majoritàriament senzilles, són de dos plantes amb coberta de teula àrab i murs de maçoneria.
La trama del poble es divideix en tres parts. La part central és la més antiga de totes, amb carrers estrets, costeruts i irregulars. La de dalt és d'època posterior i es troba arrenglerada a la banda nord de la carretera CV-223. Finalment, la de baix, bastida sobre una àrea de l'Horta del poble, és la més recent.
El nomenclàtor de carrers d'Artesa és el següent:
- A la part central: 
  - Avinguda de la Plana
    - Plaça del Forn (o del Mig)

  - Carrer Cuatro Esquinas
    - La Placeta dels Quatre Cantons

  - Carrer de l'Aigua
  - Carrer de santa Anna
  - Camí de l'Arquet
  - Plaça de l'Església
  - Plaça de santa Anna
  - Plaça del Carme (de Dalt)
  - Plaça Major (de Baix)
- A la part de dalt: 
  - Carrer de l'Olleria
  - Camí del Cementeri
  - Carrer del Calvari
  - Carrer del Pare Jaime
- A la part de baix: 
  - Carrer de Blasco Ibáñez
  - Carrer de Carles Salvador
  - Carrer de Joan Lluís Vives
  - Carrer de Joanot Martorell
  - Carrer de Vicenta Ferrer Escrivà

## Història

### Dominació musulmana
En aquesta època, Artesa era una xicoteta alqueria que depenia d'Onda, de la mateixa manera que en depenien altres com Sonella, Berita o Trucelles. Jaume I la va conquerir i li la donà a Martí de Novalles el 17 de juny de 1238, segons consta al Llibre del Repartiment: "Martinus de Novailas, alqueriam de Artea quem est in termino de Unda".

### Dominació cristiana (1238 - 1609)
En aquesta època, tot i estar dominats pels cristians, els habitants d'Artesa continuaren professant la fe musulmana. Així doncs, el 1258 novament Jaume I va autoritzar a Bernat de Juneda a poblar amb sarraïns les seues terres al poble, i també a les veïnes Cavallera i Tales. No obstant això, ben a prop del poble, l'any 1437 ja s'estava construint el Santuari de la Mare de Déu de l'Esperança, convent de Pares Carmelites que s'ha mantingut a l'indret fins als nostres dies, amb una important biblioteca desapareguda l'any 1936.
En el cens del 1510 topetem la relació completa dels caps de família del poble, amb els seus noms moros. En total n'eren 31. Yucef Caysar era qui més caps de ramat acumulava, 200, seguit a molta distància per Alí Alberich, 100.
Tal vegada, el fet més remarcable del període fou la Revolta de l'Espadà de l'any 1526. El seu desencadenant va ser la ratificació per part de Carles I de la conversió forçosa al cristianisme aprovada durant les Germanies. Com la resta de moreries de la serra, Artesa va prendre part en el conflicte. El nom de tres rebels artesols ha quedat per a la història: Blanquet, Zoayve "el de la barba blanca", i Maharich. Aquest últim acabà els seus dies esquarterat per les tropes de la Corona.
L'any 1535 es va materialitzar la conversió al cristianisme dels sarraïns d'Artesa i l'antiga mesquita fou consagrada església. A pesar d'això, la cristianització no va ser efectiva i els artesols de l'època continuaren sentint-se musulmans. Conscient d'aquest fet, el Bisbat de Tortosa va ordenar destruir l'edifici de l'antiga mesquita reconvertida en església i fer-ne un de nou en un altre emplaçament. Aquesta ordre, però, pensem que no fou executada fins després de 1609. Sobre l'emplaçament de la mesquita-església no tenim dades, ja que efectivament va ser destruïda per complet. Únicament sabem per un estudi de la Universitat de València que estava ubicada extramurs i en un lloc de difícil accés per a dones i xiquets. En aquest sentit no coneixem si l'expressió extramurs fa referència a "fora de la població" o al fet que realment una murada envoltava Artesa.
L'any 1609 s'executà l'expulsió dels moriscos del Regne de València i, per tant, Artesa va quedar deshabitada, fins que va ser repoblada per cristians cap al 1612.

### Època cristiana

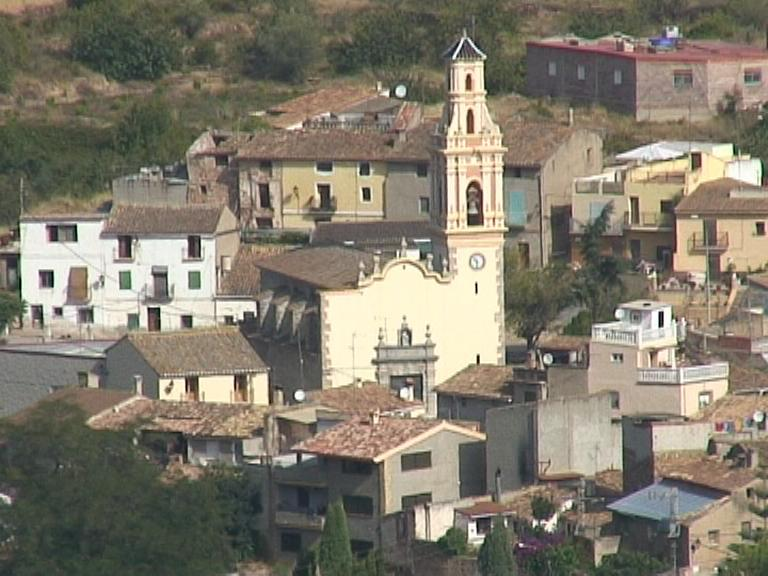
Façana de l'Església d'Artesa

Aquest període s'enceta a Artesa amb un intent fallit d'independència d'Onda, juntament amb l'alqueria veïna de Tales (Plana Baixa), la qual sí que s'independitzà segles més tard, el 1842. Tot i això, el rei Felip II de València concedí major autonomia a ambdós nuclis.
Entre els segles xvii i xviii es va construir en un extrem del poblament l'actual Església de Santa Anna d'Artesa, d'estil barroc desornamentat, i d'aspecte interior molt similar a l'Església de Tales, de la qual va dependre eclesiàsticament des del 1535 fins a la dècada del 1970 quan es constituí parròquia independent, o a la de Vilamalur. La torre del campanar és pràcticament idèntica a la de l'Església d'Argeleta. Segurament, el mestre d'obres del temple fou Joan Josep Nadal, qui treballà també als temples de Ribesalbes o a Vila-real.
El temple va ser renovat l'any 1887 i l'onder Bernado Mundina pintà uns frescos que hui en dia romanen ocults sota la pintura blanca. Aquest mateix autor també havia fet un quadre de la Divina Pastora l'any 1868.
Entre les acaballes del segle xviii i la primera meitat del segle xix es va edificar el Calvari del poble, i també d'eixa mateixa època és el Llavador, conegut popularment com el Bassó.
Artesa va viure una expansió demogràfica en el pas de segle entre el XIX i el XX, assolint el seu màxim l'any 1901, amb 343 habitants.

## Llocs d'interés

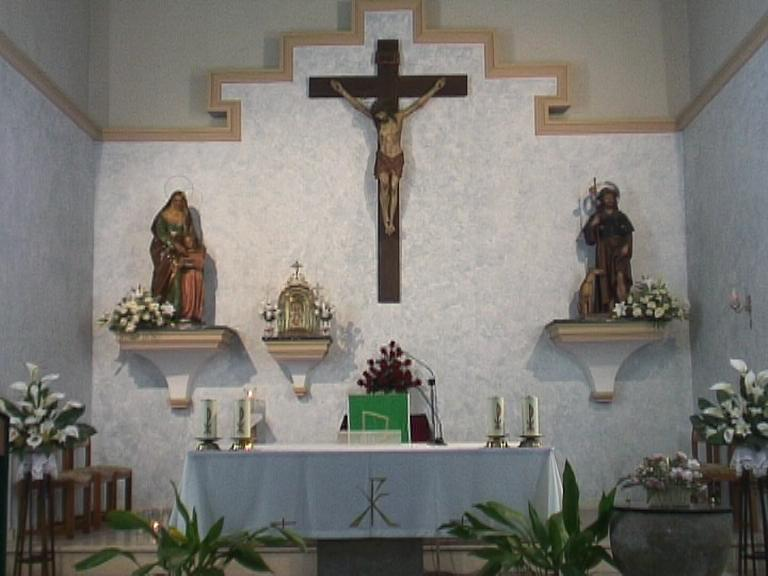
Altar Major de l'Església d'Artesa

### Església de Santa Anna
Del segle XVII-XVIII i d'estil barroc desornamentat.

### Llavador[9]
Del segle xix i conegut com "el Bassó".

### Calvari[9]
Del segle XVIII-XIX i molt mal conservat. Únicament queden algunes estacions en peu i tots els Paratesretaules ceràm han sobreviscut estan trencats.

### Plafons ceràmics devocionals
Del segle xix. Hi ha tres: un de la Mare de Déu del Carme, un de santa Anna i un de sant Josep.

### Font de Santa Anna
A la Plaça de Baix, amb dos taulellets de la santa pintats l'any 1963.

## Entorn natural

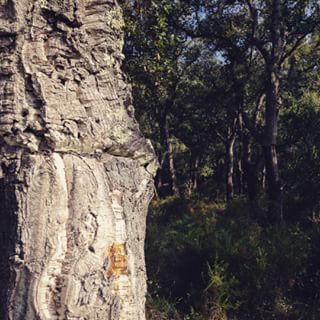
L'Alcornocar

### Paratges

#### L'Alcornocar
Únic bosc de sureres del terme d'Onda. Està ubicat a la vora del camí de Tales, a la partida d'Artesola, a la falda nord del Montí.

#### L'Assut
Ubicada en l'extrem oest del terme, junt al terme municipal de Tales. Es tracta d'una obra hidràulica documentada des del segle xvii per a regular el cabal de les aigües que baixen per a regar les hortes d'Onda.

#### El Riu
El riu Anna transcorre per la banda sud del poble, per sota de l'Horta, i estructura un paisatge heterogeni poblat de canyar, casetes de construcció recent, i horts conreats i abandonats.

### Senders senyalitzats

#### SL-CV 106 "El Calvari"
Ruta circular amb inici i final a Onda que travessa Artesa de nord a sud. Entra pel Calvari, passa pel Bassó i baixa cap al Riu.

#### SL-CV 107 "Santa Bàrbera"
Ruta circular amb inici i final a Onda que entra a Artesa pel Riu, des del sud, i en arribar al Bassó trenca cap a l'est cap al Carme.

#### SL-CV 142 "Pic del Montí"
Ruta circular amb inici i final a l'Assut. En el tram final travessa de sud a nord l'Alcornocar, a Artesola.

## Festes

### Festes Promeses
Les Festes Promeses són les celebracions patronals d'Artesa i estan dedicades al Santíssim Sagrament, Sant Roc i Santa Anna. Tenen lloc al novembre. Van ser les festes majors de la localitat fins al 1984. Des d'aleshores la festa major se celebra a l'estiu.

### Festes de santa Anna
Les Festes de santa Anna van ser impulsades l'any 1985 després d'una consulta popular que determinà el canvi de les festes majors del novembre al juliol, ja que l'oratge era millor en aquesta època de l'any. Concentren la major part dels actes festius que tenen lloc al poble durant l'any, amb processons, sopars populars, cercaviles i els tradicionals bous al carrer.

### Festa de sant Antoni
La "foguerà" de Sant Antoni o festa de les "matxaes" té lloc des de temps immemorial a Artesa la vespra de la festa, el 16 de gener. Antigament s'encenien tres fogueres (Plaça de Baix, Plaça de Dalt i Plaça del Mig o del Forn), fins i tot alguna vegada n'hi hagué quatre. Hui en dia, se'n munta una a la Plaça de Baix i es reparteixen els tradicionals rotllos beneïts. Únicament no s'ha celebrat els anys 1937 i 1938 (per la Guerra Civil Espanyola), 1946 (per una gran nevada va haver de ser ajornada), 2003 (es va celebrar en una data diferent al 16 de gener) 2006 (no hi va haver comissió que l'organitzara) i 2012 (va haver de ser ajornada per la pluja).

## Personatges destacats
- Fotaya Moarich o Maharich (Artesa, abans de 1510- Cortes de Pallars, 1526). Seguidor de Selim Almansor i líder dels moriscos revoltats a l'Espadà i a la Muela el 1526, on fou mort.
- Chaupich (Artesa, abans del 1550- Artesa, ?). Alfaquí d'Artesa cap a l'any 1565. Una filla seua, Nuceya, es va casar amb Pere Aman, morisc de Benitandús dedicat al comerç de draps, que va ser perseguit per la Inquisició.
- Pepe Ramos Castillo (Artesa, 1974 -). Nadador, medalla de bronze als Jocs Paralímpics d'Atenes l'any 2004.